# 12-Meilen-Zone

Seerechtliche Zonen nach dem Seerechtsübereinkommen (SRÜ). (Die Basislinie bildet die Küstenlinie bei Niedrigwasser, die Abbildung stellt den Stand bei Hochwasser dar.)

Die 12-Meilen-Zone ist das seeseitige Territorium eines Küstenstaates. Nach dem Seerechtsübereinkommen (SRÜ) übt ein Küstenstaat volle Souveränität über diese Hoheitsgewässer (auch Territorialgewässer) aus; sie bildet auch die Seezollgrenze. Die seewärtige Grenze des Küstenmeeres ist eine angenommene Linie, 12 Seemeilen (gut 22 km) von der Basislinie entfernt. Die Gesamtheit unterschiedlicher auf eine Küste bezogener Seezonen wird in dem Begriff Küstenmeer (coastal water) abgebildet. Bei etlichen Ländern kommt es zu Überschneidungen der 12-Meilen-Zone und zu Konflikten aufgrund ihres terrestrischen Referenzpunktes.

## Bedeutung
In dem seeseitigen Territorialgebiet eines Staates hat dieser die volle Souveränität in der Ausbeutung von maritimen Rohstoffen (Gas, Öl, Seltene Erden etc.). Auch kann er seine Fischerei in seinem Küstenmeer selbst regeln.

## Geschichte
Auf den ersten beiden UN-Seerechtskonferenzen in Genf 1958 und 1960 konnte zu den Territorialgewässern keine international verbindliche Regelungen erreicht werden. Das am 29. April 1958 geschlossene Übereinkommen über das Küstenmeer und die Anschlusszone regelte zwar den Gegenstand, beinhaltete aber keine Angaben zur Breite des Küstenstreifens. Geregelt war allerdings die Anschlusszone. Sie sollte maximal 12 sm von der Basislinie entfernt sein. Eine völkerrechtliche Regelung brachte erst das Seerechtsübereinkommen (SRÜ) der UN vom 10. Dezember 1982. Seitdem ist festgelegt, dass Küstenstaaten das Recht haben, ihre Hoheitsgewässer auf bis zu 12 sm auszudehnen.
Einige Staaten haben das SRÜ nicht unterzeichnet. Dazu gehören die Vereinigten Staaten und die Türkei.

## Konflikte
In weltweiten Territorialkonflikten spielt häufig die seeseitige 12-Meilen-Zone als Staatsgrenze eine wichtige Rolle.

### Türkei und Griechenland
Zwischen den beiden Ländern besteht ein jahrzehntelanger Territorialkonflikt um den Status von Inseln in der Ägäis. Die Türkei unterzeichnete bis heute das Seerechtsübereinkommen nicht und ist daher auch nicht an die 12-Meilen-Regelung gebunden. Das viele Inseln umfassende Griechenland beanspruchte bis 2021 nur ein Gebiet von maximal sechs Seemeilen. Im Januar 2021 verabschiedete das Griechische Parlament ein Gesetz, mit dem es seine volle 12-Meilen-Zone in westlicher Richtung in Anspruch nimmt, nicht jedoch in der Ägäis. Damit vergrößerte sich das Territorium des Landes um fast zehn Prozent. Das Gesetz behält Griechenland ausdrücklich die Option vor, seine Hoheitsgewässer auch in der Ägäis zu erweitern; würde Griechenland dies tun, hieße das, dass 71 Prozent des Ägäischen Meeres zu Griechenland gehörten, statt bislang 21 Prozent.
Ebenfalls umstritten ist der Status des von der Türkei besetzten Nordzyperns. Die Türkische Republik Nordzypern beansprucht auch eine 12-Meilen-Zone um den Nordteil der Insel. Dort sucht die Türkei nach Öl und Gas.

### Südchinesisches Meer
Seit den 1950er-Jahren kommt es zu Territorialkonflikten im Chinesischen Meer zwischen den Anrainern und weiteren Interessenparteien aufgrund ungeklärter Territorialansprüche und den sich daraus ergebenden 12-Meilen-Zonen. Dahinter stehen weitreichende ökonomischen und sicherheitspolitische Interessen. Die Volksrepublik China, die Republik China (Taiwan), Japan, Südkorea, die Philippinen, Malaysia, Brunei, Indonesien und Vietnam beanspruchen Inseln und Atolle und deren seeseitige Grenzen.